# Аккуарика-дель-Капо
Аккуа́рика-дель-Ка́по (итал. Acquarica del Capo) — коммуна в Италии, расположена в области Апулия, подчинена административному центру Лечче.
Население составляет 4734 человек, плотность населения составляет 263 чел./км². Коммуна занимает площадь 18 км². 
Почтовый индекс — 73040. Телефонный код — 0833.
Покровителем города почитается святой Карло Борромео, день памяти ежегодно отмечается 4 ноября.